# Isla Rota
Rota (chamorro: Luta), también conocida como "la isla pacífica", está ubicada en el Archipiélago de las Marianas. Es la más meridional de las islas que forman parte de la Comunidad de las Islas Marianas del Norte, a su vez perteneciente a los Estados Unidos. Está ligeramente al nordeste del territorio de Guam. 
Songsong es la mayor población de la isla, seguida por Sinapalo (Sinapalu). Rota tiene una flora y fauna diversa. Se conservan las ruinas de la "Casa Real" de la época  Española. Son lenguas oficiales de la isla el inglés y el chamorro (mezcla de español, austronesio y japonés). Se profesa mayoritariamente la religión católica.

## Historia
En 1521, el primer europeo en divisar la isla de Rota fue Lope Navarro, el vigía de la nave Victoria de Fernando de Magallanes. Sin embargo, la armada de Magallanes de tres naves no arribó en Guam, por lo que el primer europeo en llegar a Rota (en 1524), fue el navegante español Juan Sebastián Elcano, quien la anexionó junto con el resto de las Islas Marianas al imperio español.
En 1668, se atribuyó el nombre de Islas Marianas al archipiélago que incluía Rota, en honor de Mariana de Austria, esposa del rey español Felipe IV.
Vendida al Imperio alemán en virtud del Tratado germano-español de 1899, en la Primera Guerra Mundial, las islas fueron ocupadas por el Imperio japonés. En 1919, la Sociedad de Naciones reconoció formalmente el control japonés bajo el Mandato de los Mares del Sur. Sin embargo, el desarrollo de Rota se retrasó con respecto al de las vecinas Tinián y Saipán, con solo 1000 residentes japoneses llegando a fines de diciembre de 1935, la mayoría de ellos empleados en el cultivo de caña de azúcar y en el refinado de la propia azúcar. La refinería no resultaba económica y se cerró tres años después.
Durante las etapas finales de la Segunda Guerra Mundial, Rota fue bombardeada por aviones de la Marina de los EE. UU. en un intento de silenciar su transmisor de radio que advertía a las islas japonesas sobre el despegue del bombardero B-29 Superfortress. El 2 de septiembre de 1945, una hora después de la rendición de Japón, un destacamento de marines estadounidenses llegó a Rota para aceptar la rendición de la guarnición japonesa.
Después del final de la Segunda Guerra Mundial, Rota pasó a formar parte del Territorio en Fideicomiso de las Islas del Pacífico. Desde 1978, la isla ha sido parte de la Mancomunidad de las Islas Marianas del Norte.

## Datos
- Área: 85.38 km²
- Dimensiones (aproximadas): 
  - 16.9-kilómetros de largo
  - 4.8-kilómetros de ancho
- Diámetro: 61.6 kilómetros
- Punto más alto: Monte Manira - 495 metros
- Población: 3.283 (2000 - U.S. Oficina do Censo
- Distancias:
  - Guam - 76 kilómetros sur
  - Tinian - 101 kilómetros norte
  - Saipán - 117 kilómetros norte